# Juan Luque de Serrallonga
Juan Luque de Serrallonga (* 31. Mai 1882 in Girona, Spanien; † 18. Juli 1967 in Mexiko-Stadt, Mexiko) war ein spanisch-mexikanischer Fußballtrainer und Torwart.
Die meiste Zeit seiner Spielerkarriere verbrachte er in den Reihen von Español de Cádiz. Außerdem war er in der Saison 1915/16 beim FC Sevilla unter Vertrag.
1928 immigrierte er nach Mexiko, wo er lange als Trainer arbeitete. Bei der WM 1930 trainierte er die mexikanische Fußballnationalmannschaft und im Anschluss daran den CF Asturias. 1950 gewann er mit dem CD Veracruz die mexikanische Meisterschaft.
Über sein verschmitztes Temperament berichtet eine Anekdote, die sich während der WM 1930 bei der Begegnung zwischen Mexiko und Argentinien (3:6) zugetragen haben soll. Nachdem ein offensichtlich haltbarer Fernschuss des argentinischen Verteidigers Adolfo Zumelzú hinter dem mexikanischen Torhüter Óscar Bonfiglio im Netz einschlug, soll der direkt hinter dem Tor stehende Serrallonga gesagt haben: "Mensch Bonfiglio, was um Himmels willen soll der Mist? Was ist los?" Der Torwart soll im Wissen um seinen Fehler demütig zur Entschuldigung gegeben haben: "Die Sonne, Don Juan, die Sonne." Das soll Serrallonga so richtig wütend gemacht haben und er habe Bonfiglio angeschrien: "Dann arrangieren wir halt mal ein Nachtspiel, um zu sehen, ob dich nicht auch der Mond stört."